# Compus de patru octaedre
În geometrie compusul de patru octaedre este un compus poliedric uniform realizat dintr-un aranjament simetric de 4 octaedre, considerate ca antiprisme triunghiulare.
Are indicele de compus uniform UC12.

## Construcție
Poate fi construit prin suprapunerea a patru octaedre identicce și apoi rotirea fiecăruia cu un unghi egal, de 60°, în jurul unei axe separate care trec prin centrele a câte două fețe opuse ale octaedrului. Are simetrie octaedrică, (Oh). Anvelopa sa convexă este un cub trunchiat neuniform. Dualul său este compusul de patru cuburi.

## Mărimi asociate

### Coordonate carteziene
Coordonatele carteziene ale vârfurilor compusului sunt permutările lui
{\displaystyle (\,\pm 2,\,\pm 1,\,\pm 2\,)}

### Arie
Următoarea formulă pentru arie, A este stabilită pentru lungimea laturilor tuturor poligoanelor (care sunt regulate) a:
{\displaystyle {\frac {494}{175}}{\sqrt {3}}\,a^{2}\approx 4,889332}.

### Volum
Următoarea formulă pentru volum V este stabilită pentru lungimea laturilor tuturor poligoanelor (care sunt regulate) a:
{\displaystyle V={\frac {4{\sqrt {2}}}{3}}\,a^{3}\approx 1,885618~a^{3}.}